# Estádio Cerecamp
O Centro Recreativo e Esportivo de Campinas Doutor Horácio Antônio da Costa, mais conhecido por Estádio Cerecamp, ou também Estádio da Mogiana, é um estádio desportivo localizado no bairro Guanabara, na região central da cidade de Campinas, no Brasil.
Pertence ao Governo do Estado de São Paulo e possui capacidade para 4.000 pessoas.

## História

Esporte Clube Mogiana e Uberaba Sport Club durante o jogo inaugural do Estádio.

Concluído em 17 de junho de 1940, na época era o principal estádio de futebol do interior, só perdendo no Brasil em termos de qualidade e arquitetura para o recém inaugurado Pacaembu em São Paulo, e também para o estádio de São Januário no Rio de Janeiro. A primeira partida foi disputada em 9 de julho de 1940, num jogo entre Esporte Clube Mogiana e Uberaba Sport Club.
Horácio Antônio da Costa foi membro da diretoria do Esporte Clube Mogiana, grande incentivador e colaborador na construção do estádio. Foi o engenheiro chefe da obra. Por esse motivo, o também torcedor do time é homenageado com uma estátua com seu busto, localizada bem ao lado de uma das arquibancadas. Curiosamente, partes da estrutura do estádio foram feitas com sobras dos materiais usados na própria ferrovia da Companhia Mogiana.
O estádio foi apelidado de Mogiana por ficar ao lado da antiga estação de trens Guanabara da Companhia Mogiana de Estradas de Ferro, e ter sido sede do antigo time de futebol da associação esportiva dos ferroviários daquela empresa, o Esporte Clube Mogiana (ECM) de Campinas. O time desapareceu após os anos 1950.
Entre os anos 40 e 50, quando era um dos estádios mais modernos do Brasil e o único de Campinas com refletores, o Campo da Mogiana recebeu 10 clássicos entre Guarani e Ponte Preta, com cinco vitórias para cada lado, inclusive o primeiro Dérbi noturno, em 1948, disputado em 28 de abril de 1948, que terminou com goleada bugrina por 5 a 2. Sediou também os Jogos Abertos do Interior de 1945, realizados em Campinas. O Esporte Clube Mogiana telegrafou para a CBD cedendo todas a instalações do clube, inclusive o estádio, para a Copa do Mundo de 1950, caso a entidade precisasse.
O EC Mogiana jogou a divisão intermediária do futebol paulista seis vezes: de 1947 a 1950 e depois em 1958 e 1959. O time mandava seus jogos em estádio próprio e mesmo com o encerramento das suas atividades futebolísticas, o estádio permaneceu. Na década de 1970, passou a ser propriedade do governo estadual de São Paulo.
Na década de 80, serviu como casa do antigo Esporte Clube Gazeta. Durante muito tempo ele ficou abandonado, à mercê de vândalos, que destruíram grande parte das suas dependências.
Graças ao trabalho realizado desde 1998 pelo até então Campinas Futebol Clube, o estádio foi reformado e recuperado em 2003, sendo preservado o patrimônio histórico da cidade e do estado. O Campinas FC mandou seus jogos no estádio até o ano de 2009, sendo que no ano de 2010, com problemas financeiros, a equipe acabou se transferindo para o município de Barueri.
Entre 2009 e 2011, o estádio recebeu três edições consecutivas da Copa São Paulo, sempre com times locais envolvidos: Guarani, Ponte Preta, Campinas e Red Bull Brasil. O último jogo oficial da história do Cerecamp até o momento foi a vitória do Athletico por 3 a 1 sobre o Red Bull Brasil, no dia 12 de janeiro de 2011.
Em 14 de novembro de 2019, o estádio foi tombado pelo Conselho de Defesa do Patrimônio Cultural de Campinas (Condepacc), sendo também tombado pelo Condephaat (Conselho de Defesa do Patrimônio Histórico, Arqueológico, Artístico e Turístico). Em 2023, foi interditado pelo governo de São Paulo por conta das más condições. Em 2024, o governo paulista decidiu levar o estádio a leilão, com lance mínimo de R$ 28,6 milhões. O vencedor receberia os 26,5 mil m² do terreno, incluindo a quadra de piso ladrilhado onde a Mogiana ganhou o campeonato campineiro de basquete. No entanto, não houve ofertas.